# Sesto Cecilio Africano
Sesto Cecilio Africano (in latino: Sextus Caecilius Africanus; fl. II secolo) fu un giureconsulto romano, che visse nel secondo secolo d.C..
Vissuto sotto gli imperatori Adriano e Antonino Pio, fu scolaro di Salvio Giuliano.
Venne considerato uno scrittore oscuro.

### Opere
- Quaestiones
- Epistolae

| Controllo di autorità | VIAF (EN) 25837492 · ISNI (EN) 0000 0000 2267 9852 · CERL cnp01051814 · LCCN (EN) n00065329 · GND (DE) 102378304 · BNF (FR) cb15977734s (data) |